# Laxmirani Majhi
Laxmirani Majhi (née le 26 janvier 1989) est une archère indienne. Elle est médaillée d'argent aux championnats du monde de tir à l'arc en 2015 dans l'épreuve par équipe féminine de l'arc classique.

## Biographie
Laxmirani Majhi participe à ses premières compétitions internationales en 2006. Son premier podium mondial est en 2015, alors qu'elle remporte l'argent à l'épreuve par équipe féminine de l'arc classique. Le 18 mai 2016, la Fédération d'Inde de tir à l'arc annonce que Majhi participera aux Jeux olympiques d'été de 2016 pour les épreuves individuelles et en équipe en compagnie de Deepika Kumari et Bombayla Devi Laishram.

## Palmarès
- Jeux olympiques[1]
  - 33e à l'individuel femme aux Jeux olympiques d'été de 2016 à Rio de Janeiro.
  - 6e à l'épreuve par équipe femme aux Jeux olympiques d'été de 2016 à Rio de Janeiro (avec Deepika Kumari et Bombayla Devi Laishram).

- Championnats du monde[1]
  -  Médaille d'argent à l'épreuve par équipe femme aux championnats du monde 2015 à Copenhague (avec Deepika Kumari et Rimil Buriuly).

- Coupe du monde[1]
  -  Médaille d'or à l'épreuve par équipe femme à la coupe du monde 2015 à Wrocław.
  -  Médaille d'argent à l'épreuve par équipe femme à la coupe du monde 2016 de Shanghai.

- Championnats d'Asie
  -  Médaille d'argent à l'épreuve par équipe femme aux championnats d'Asie 2015 à Bangkok.